# Robert Rey
Roberto Miguel Rey Júnior, también conocido como Dr. Rey (São Paulo, 1 de octubre de 1961), es un cirujano plástico y presentador brasileño afiliado a Pode (PODE) y uno de los protagonistas del Dr. 90210 (reality show transmitido en el Estados Unidos por los canales E! Entertainment y People and Arts y presentado en Brasil por RedeTV! Bajo el nombre de "Dr. Hollywood").
En Brasil, junto a Daniela Albuquerque, Dr. Hollywood Brasil y el ex programa Sexo a 3, en RedeTV!.
Polémico y conocido por defender posiciones políticas conservadoras, fue precandidato a las elecciones presidenciales de Brasil, hasta que renunció a su candidatura en abril de 2018, año electoral.

## Política
En 2013, Rey se unió al Partido Social Cristiano (PSC) para postularse para el cargo de diputado federal por São Paulo. Recibió 21.371 votos (0,10%) y terminó no siendo elegido. Posteriormente se integró al Partido Nacional Ecológico (PEN), convirtiéndose en vicepresidente nacional. también es uno de los líderes del movimiento de reconstrucción del Partido de Reconstrucción de la Orden Nacional.
A fines de 2017, el Dr. Rey anunció su interés en una precandidatura a la presidencia de Brasil, pero se retiró de la candidatura en abril de 2018. En el mismo año, Rey se unió al Partido Republicano Brasileño (PRB), postulando nuevamente para el cargo de diputado federal por São Paulo. Recibió 13.321 votos (0,06%) y no fue elegido.
Diez días después del final de las elecciones, cuando el presidente electo Jair Bolsonaro organizó su equipo para gobernar en 2019, el Dr. Rey era la residencia de Bolsonaro en un condominio en Barra da Tijuca en Río de Janeiro, se le permitió ingresar con el objetivo de hacer la visita para ofrecerse a comandar el Ministerio de Salud, pero eso no se pudo recibir. En 2020, publicó un video pidiendo al presidente Bolsonaro que fuera considerado para elegir al ministro de salud, en medio de la pandemia de coronavirus.
En el mismo año, el Dr. Rey compitió por un lugar en el Municipio de Vargem Grande Paulista para Pode (PODE). Obtuvo 517 votos (1,81%), quedando en sustitución y asume el mandato con la destitución de un concejal.